# Sebastien Lintz
Sebastien Lintz (1988) is een Nederlandse dj en producer van house.

## Carrière
Lintz begon in 2006 met het organiseren van feesten in Leiden. In 2008 produceerde hij zijn eerste remixen met Alex Salvador op het label Stealth Records van Roger Sanchez. Gesteund door Laidback Luke kreeg hij in 2008 zijn eerste contract bij Spinnin' Records met de remix voor "Like This".
Zijn eerste single voor Spinnin' Records, "House Maestro", verscheen in 2010. Sebastien Lintz treedt tegenwoordig op in Nederland, Zwitserland en Italië.

## Discografie

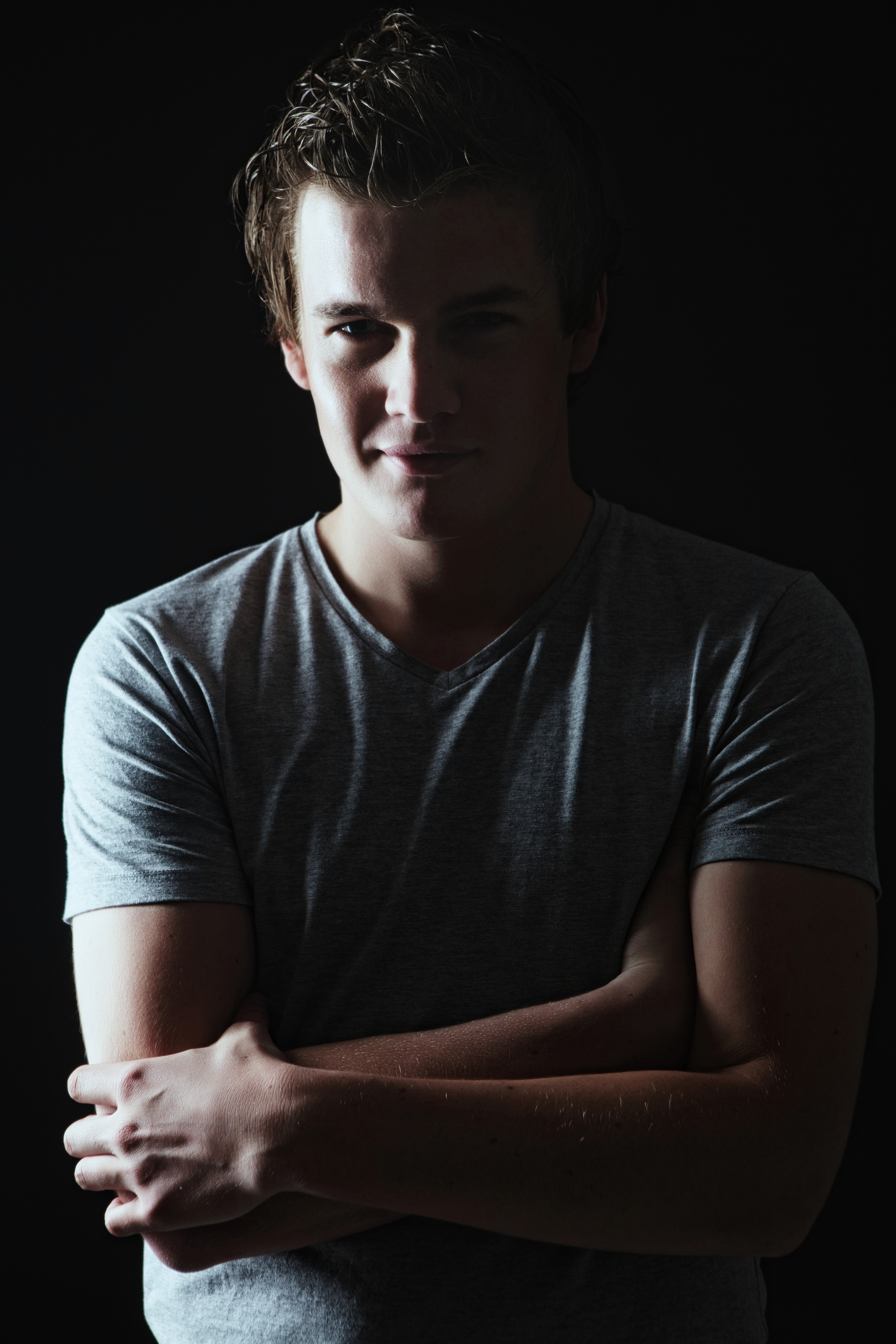
Sebastien Lintz

### Singles
- "Jake Shanahan & Sebastien Lintz - Passion", 2011, Revealed Records
- "Jake Shanahan & Sebastien Lintz - Passion (Hardwell Edit)", 2011, Revealed Records
- "Dashka & Sebastien Lintz - Nubia", 2011, Cr2 Records
- "Tommy Trash , NO_ID, Sebastien Lintz - Nothing Left To Lose", 2011, Cr2 Records
- "Tommy Trash & Sebastien Lintz - Voodoo Groove", 2011, Sneakerz Muzik
- "Mumba", 2010, Spinnin’ Records
- "House Maestro", 2010, Spinnin’ Records

### Remixen
- "Paris FZ & Simo T - Monk (Jake Shanahan & Sebastien Lintz Remix) " , 2011, Revealed Records
- "Mac Monroe and Mooli - On My Way Home (Sebastien Lintz Remix) ", 2011, Victauril Records
- "Inaya Day & DJ Eako - Superstar (Sebastien Lintz & Simon Gain Mix)", 2010, Spinnin’ Records
- "Philippe B & Romain Curtis - Like This (Sebastien Lintz Remix)", 2009, Spinnin’ Records
- "Johnson Junior - In The Air (Alex Salvador & Sebastien Lintz Big Room Mix)", 2008, op het album "Stealth Live!", Stealth Records (UK)
- "Josh The Funky 1 - Rock To The Beat (Alex Salvador & Sebastien Lintz Remix)", 2008, Funktion Recordings